# NGC 361
NGC 361 este un roi deschis situat în Micul Nor al lui Magellan, în constelația Tucanul. A fost descoperit în 6 septembrie 1826 de către James Dunlop. De asemenea, a fost observat încă o dată în 11 aprilie 1834 de către John Herschel.